# Goya (Argentina)
Goya es la segunda ciudad más poblada de la provincia de Corrientes, Argentina, ubicada a orillas del río Paraná y distante a 224 kilómetros  de la ciudad de Corrientes.

## Historia
A diferencia de otros asentamientos de la zona, Goya no tuvo origen en un acto deliberado de asentamiento fundacional, sino que creció espontáneamente a partir del siglo XVIII como fruto del comercio fluvial que se desarrollaba a través del Paraná. El río era la vía natural para la entrada y salida de bienes al Paraguay, que por ese entonces formaba parte del Virreinato del Río de la Plata.
Mediante este movimiento comercial, Goya emergió en primera instancia como un asentamiento portuario a orillas del riachuelo que fue llamado Goya y a poca distancia del río Paraná. Consecuentemente, se produjo el acercamiento de gente hacia el lugar, principalmente paisanos que hasta entonces habitaban las tierras no inundables vecinas a la traza del Camino Real que unía Buenos Aires, Corrientes y Asunción. Se ignora exactamente a qué se debió la elección del nombre; sin embargo, algunas versiones sostienen que recuerda a Gregoria ("Goya") Morales, la mujer de un notable vecino.
Bernardo Olivera y su esposa Gregoria Morales habían resuelto establecerse al sur del río Santa Lucía, en proximidades de la reducción de Santa Lucía de los Astos, un centro de aculturación y evangelización de la población nativa. Olivera se presentó ante el Cabildo correntino, peticionando le sea concedido en depósito “un terreno vacío, yermo y despoblado, para poder criar en él algunos animales, para mantener a su numerosa familia (...) tierras que se encuentran en la otra banda que llaman 'Santa Lucía', en la costa del río Paraná”. Este petitorio fue escuchado por el Real Cabildo de Corrientes, adjudicándosele la tierra solicitada el 29 de agosto de 1771. De acuerdo a esta historia el nombre se correspondería con el apodo de doña Gregoria Morales, que habría tenido un concurrido almacén en el puerto.
Ya en su temprano origen la entonces pequeña localidad y hoy ciudad obtuvo renombre por su producción de quesos siendo desde su temprano origen célebre el queso de Goya.
Aunque carece de fecha fundacional cierta, se considera a 1807 como aquel en el cual la población fue fundada.
En 1852 el gobierno provincial reconoció el estatus de ciudad para Goya.

## Toponimia
No existe un criterio único sobre el origen de tal topónimo. Unos lo muestran del apócope de Gregoria, antigua pobladora lugareña. Otros, del primer propietario de esos lares, el lusitano Bernardo Olivera y su cónyuge la correntina Gregoria Goya Morales.

### Primeras colonias
- Colonia Carolina (1882/84): se organizó con 566 personas - 130 familias (100 familias italianas, 3 españolas y 37 argentinas). Hoy en día esta colonia pasó a ser municipio de Carolina
- Colonia Porvenir (1891): contaba con 20 familias, 240 personas distribuidas en 12 familias italianas, 3 francesas, 2 españolas y 3 argentinas.
- Colonia Isabel Victoria (1892): se funda por iniciativa privada de la “Colonizadora de Corrientes S.A” del Dr. Mariano I. Loza , 350 habitantes de distintas nacionalidades.

## Población
| Gráfica de evolución demográfica de Goya entre 2001 y 2022 |
|                                                            |
| Fuente: censos nacionales del INDEC                        |

## Composición de la ciudad de Goya
La ciudad se divide en 5 zonas:
Zona Céntrica
Se encuentra entre las Avenidas Sarmiento (al sur), J.J. Rolón (al este), Madariaga (al norte), y Caá Guazú y el Riacho Goya, brazo del Río Paraná (al oeste).
En esta zona se encuentran atracciones como las plazas Bartolomé Mitre, Plácido Martínez, San Martín, Italia/Costanera (compartida con zona oeste). Los Estadios de los clubes AMAD, AGDA, Juventud Unida (baloncesto), Unión Central Goya (en límite con zona sur), iglesias Catedral y Rotonda (en límite con zona oeste), y variedad de comercios, discotecas, restaurantes y bares.
Sus barrios son: San Cayetano, Malvinas Argentinas, Inmaculada, Francisco Palau, Tapocco, Monocuá, La Rotonda, Pasaje Colonita Loza, Plácido Martínez, Costanera (la mayor parte), Medalla Milagrosa (una pequeña parte).

Zona Norte
Se ubica entre las avenidas Mazzanti y Madariaga (al sur), el Riacho Goya, brazo del Río Paraná (al oeste), Río Santa Lucía (al sur) y la RN12 (al este). Cabe aclarar que la ciudad ha comenzado a extenderse hacia el este de la RN12, como lo demuestra el Bº Santa Clara, cerca del aeropuerto.
En esta zona se encuentran el CIC Norte, Estadio del club Huracán Football Club, Complejo Costa Surubí, Playa El Ingá, Aeropuerto Ciudad de Goya, Jockey Club Goya, cartódromo municipal Goya, parque municipal Santa Lucía (sobre río Santa Lucía).
Sus barrios son: Bº 25 de Octubre, Bº 65 Viviendas, Bº 9 de Julio, Bº 432, Bº Bella Vista, Bº CGT, Bº Costa de las Rosas, Bº Del Vicentenario, Bº Gruta de Lurdes, Bº Jardín, Bº Leandro N Alem, Bº Mauricio Valenzuela, Bº Prefectura Naval Argentina, Bº Reina de la Paz, Bº Santa Ana, Bº Santa Clara, Bº Santa Rita, Bº Sargento Cabral, Bº Virgen del Rosario Este, Bº Virgen del Rosario Oeste, Bº Yapeyú.

Zona Sur
Se ubica dese la traza comprendida por las Avenidas Sarmiento y Neustad (al norte), el Riacho Goya, brazo del Río Paraná (al oeste), la RN12 (al este) hasta el final de la ciudad, hacia el sur.
En esta zona se encuentran, el complejo deportivo del Club Municipal, CIC Sur, Velódromo Ciclístico Provincial Lucho López (único en la provincia), Complejo deportivo del Club Estudiantes, y la avenida Juan Domingo Perón (la más comercial de la zona).
Sus barrios son: Bº 17 de Agosto, Bº 25 de Mayo, Bº 60 Viviendas, Bº 96 Viviendas, Bº Aeroclub, Bº Cruz del Sur, Bº Dr. José Rosembaun, Bº Dr. Mateo Marincovich, Bº Estrella del Sur, Bº Eucaliptus, Bº Francisco, Bº Gral. Francisco San Martín, Bº Héroes de Malvinas, Bº Independencia, Bº Juan Bautista Alverdi, Bº Juan XXIII, Bº Las Golondrinas, Bº Las Golondrinas, Bº Madre Teresa de Calcuta, Bº Manuel Belgrano, Bº Manuel Belgrano, Bº Manuel Pando, Bº Matadero, Bº Monseñor Alberto Devoto, Bº Ñanderoga, Bº Ñapindá, Bº Resurección, Bº Sagrado Corazón de Jesús, Bº San Francisco de Asís, Bº Santa Lucía, Bº Santa Rosa de Lima, Bº Santiago La Hoz, Bº Villa Vital, Bº Virgen de Itatí, Bº Virgen de Luján.

Zona Este
Se ubica entre las avenidas  José Jacinto Rolón (al oeste), Mazzanti (al norte), Sarmiento (al sur) y RN12 (al este). Cabe aclarar que la ciudad ha comenzado a extenderse al este, más allá de la RN12, como lo muestra el Bº Villa Orestina y otros que se van proyectando.
En esta zona se encuentran el estadio del club Benjamin Matienzo, Hospital Camilo Muniagurria (límite con zona norte), Complejo deportivo Club San Ramón, Estadio del Club Juventud Unida (Fútbol), etc.
Sus barrios son: Bº 1.º de Mayo, Bº Arco Iris, Bº Coembotá, Bº Esperanza, Bº Laguna Bosco, Bº Mariano Moreno, Bº San Ramón, Bº Sarmiento, Bº Villa Orestina (al este de la RN12), Bº Villa Scofano..

Zona Oeste
Se ubicada entre la Av. Caaguazú (al este), el Riacho Goya, brazo del Río Paraná (al oeste) y la Av. Sarmiento (al sur).
Es la zona más pequeña de la ciudad y en ella se encuentra la plaza Italia Costanera, iglesia La Rotonda y el puerto interior Goya (compartidos con zona céntrica).
Los barrios en esta zona son: parte del Bº Costanera, gran parte del Bº Medalla Milagrosa, Bº Puerto.
El municipio comprende las islas: de las Damas, Biguás, de las Cañas, Yaguareté, y del Patí.

## Puerto
- El Puerto Interior Goya, está en el km 978 del río Paraná sobre la margen izquierda del riacho Goya.
- Lat 29°23′, Long 59°9′
- Muelle: tablestacado con hormigón armado, de 57 m de largo por 20 m de ancho. El sistema de amarre es por medio de bitas. El calado máximo es de 20 pies y el mínimo de 8 pies, se puede acceder a los mismos fácilmente desde tierra, no hay grúas ni guinches, no se puede instalar teléfono para los buques, el alumbrado de corriente alterna de 220 v, sin instalaciones contra incendio.
- Opera solamente cuando el puerto exterior Goya tiene una altura de agua de 4,80 m sobre el cero local
- Ninguno de los dos Puertos cuenta con infraestructura para operaciones de carga y descarga, teniendo previsto reactivarse por medios de capitales de empresas Privadas
- El Puerto Exterior se halla inoperable, ediliciamente deteriorado, no registrándose movimiento desde julio de 1995.

## Despliegue de lasFuerzas Armadas argentinasen Goya
| Unidades de la Guarnición Militar Goya | Sigla        |
| -------------------------------------- | ------------ |
| Batallón de Ingenieros de Monte 12     | B Ing Mte 12 |

## Turismo
Al estar situada a la vera del Paraná, las alternativas turísticas de Goya son muy variadas.
Posee una reserva municipal situada en la isla de las Damas, en épocas en que el nivel del río está alto es posible entrar a la isla remando en piragua o en bote y disfrutar de sus paisajes, una serie de arroyos rodeados por muchísima vegetación concluyen en una gran laguna; en el trayecto es posible ver gran variedad de animales. Goya cuenta con una costanera.

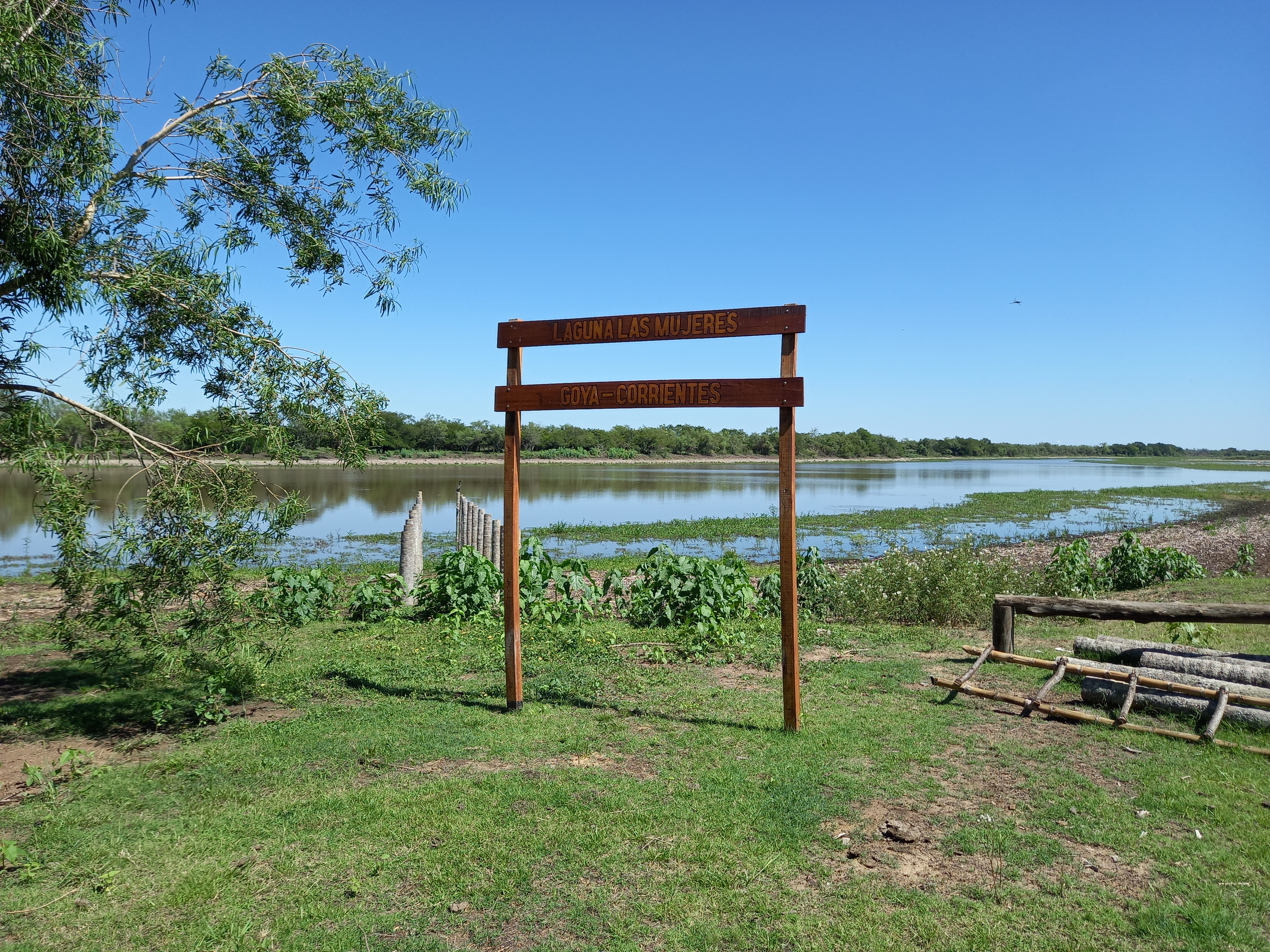
Imagen tomada en la Laguna de las Mujeres en 2021 (Reserva Natural Isla Las Damas)

La ciudad cuenta con varios balnearios, uno sobre la costa del Paraná llamado «El Ingá», otro a 6 km sobre el río Santa Lucía. Otra opción en el verano es la laguna Pucú, un gran espejo de aguas limpias, donde se practica windsurf y remo.
«La Cascadita» está situada a 10 km de la ciudad. Allí la tierra se abrió formando barrancas altísimas y paisajes impensables para la zona, que en épocas de lluvia se llena de aguas correntosas formando playas y cascadas.
La reserva del Isoró se encuentra a 20 min en lancha sobre el río Paraná, es un arroyo de curvas muy pronunciadas y de gran extensión, con una vegetación muy abundante, donde se puede pescar solo con devolución y realizar avistajes de variadas especies de aves y animales.
Goya cuenta con guías de pesca, paseos en lancha, club náutico, escuela de remo, posadas sobre el río, hoteles, casino, restaurantes donde degustar los pescados de la zona, y varios "boliches" bailables para la diversión nocturna.
La influencia de numerosos inmigrantes, sobre todo italianos y españoles se percibe claramente en numerosas edificaciones. Las edificaciones coloniales que han sido preservadas le dan a la ciudad un toque distintivo a pesar de que la inexistencia o falta de aplicación de un Código de Planeamiento Urbano haya alterado, deteriorado, e inclusive demolido, el estilo original.
El turismo religioso incluye la Catedral Nuestra Señora del Rosario, la iglesia de La Rotonda (que fue originalmente el Mausoleo de la Familia Rolón, construida en 1876 e inaugurada en 1902). Estos templos testimonian la devoción cristiana de los pobladores y se destacan por su cuantioso valor arquitectónico, histórico y artístico. Es de destacar, también, la organización de eventos convocantes como sus carnavales, la Fiesta Nacional del Surubí y otras actividades deportivas.

### Actividades programadas
- En los meses de enero-febrero, se celebran los carnavales que se realizan sobre el corsódromo ubicado en el predio Costa Surubí.
- En marzo se celebra el "Rally Ciudad de Goya", donde se recorren las ciudades de Lavalle, Santa Lucía y Goya
- En abril - mayo tiene lugar la Fiesta Nacional del Surubí, máximo evento que congrega a más de 1800 pescadores de distintas latitudes y países. Se realiza en el extenso predio "Costa Surubí" ubicado a orillas del río que costea la ciudad, con expositores de distintos lugares.
- En octubre se realiza la "Fiesta Patronal de la Virgen del Rosario" en la plaza Mitre frente a la Catedral, el mismo mes se celebra el Aniversario de la ciudad. Con eventos deportivos y feria de artesanos.
- Después del 20 de octubre se realiza La Fiesta Provincial del Inmigrante, con las colectividades que arribaron a la ciudad en diferentes tiempos históricos, se programan desfiles con banderas y ropa típica, exposiciones culturales y gastronómicas, bailes y elección de Reina de una de las colectividades, las cuales son: italiana, española, alemana, hebrea, griega, austríaca, polaca, húngara, árabe, uruguaya, brasileña y paraguaya.

### Fiesta Nacional delsurubí
Para el fin de semana 1.ro de mayo más de 1000 embarcaciones participantes parten desde Goya, Paraná adentro. Los actos centrales tienen lugar en Costa Surubí, con espectáculos musicales, culturales y una exposición industrial, comercial, de servicios, artesanal y turística. Además se realiza el baile elección y coronación de la reina.

### Fiesta de la Juventud, el Campo y el Deporte
Se realizan actividades deportivas con la participación de todos los Clubes Rurales de Goya, además de actividades culturales y sociales. La elección y coronación de la Reina de la Juventud el Campo y el Deporte, se lleva a cabo con postulantes que representan a los distintos clubes. Este evento se realiza anualmente con la organización de un club por año.

### Concurso Argentino de Pesca Variada Embarcada
Participan embarcaciones provenientes de distintas partes del país y del exterior. Se incluye en la programación la Feri-Goya: exposición comercial, industrial y artesanal local.

### Fiesta Patronal Virgen Nuestra Señora del Rosario
Esta fiesta reúne anualmente a todos los fieles de la virgen del Rosario, quienes veneran a su santa patrona a través de peregrinaciones, rezos y misas.

### Fiesta del Estudiante
Goya se viste de fiesta durante una semana donde se reúnen a más de 5000 estudiantes de los distintos colegios de la ciudad de Goya y ciudades vecinas. Se realizan actividades deportivas, culturales, fogones y festival musical. Como cierre del evento también los estudiantes tienen su reina, quien es elegida entre representantes de los distintos establecimientos educativos.

## Geografía

### Relieve
Tiene 4678 km² y se encuentra comprendido en la subregión de los bajos del río Corriente, caracterizado por una ancha lomada arenosa en una zona baja. Sobre éstas lomadas existen depresiones (verdaderas cuencas cerradas), donde se acumula el agua lluvia, determinando la existencia de un elevado número de lagunas. esteros. cañadas y bañados.

### Sismicidad
La región responde a las subfallas «del río Paraná», y «del río Uruguay», con sismicidad baja. Su última expresión se produjo con el sismo de 1948, con una magnitud aproximadamente de 5,0 en la escala de Richter.
- Baja sismicidad, con silencio sísmico de 77 años por la «subfalla del río Paraná»

### Clima
Posee un clima subtropical sin estación seca, influenciado con el templado, su temperatura media es de 20,5 °C con un total anual de precipitaciones de 1100 a 1300 mm que disminuyen significativamente en invierno. La ciudad está sometida al viento norte, al pampero y a la sudestada.

### Hidrología
Hacia el oeste cuenta como límite natural al gran río Paraná que es frontera con la provincia de Santa Fe, también está influenciado en su economía con respecto a su puerto como para el turismo con la pesca y los balnearios. Hacia los años 2008-2010 la municipalidad implementó barreras contra las inundaciones de las repetidas crecidas del Paraná.

### Fauna
Se destacan: yacaré o cocodrilo americano, boa de agua (curiyú), lobito de río o ariray, ciervo de los pantanos o guazú pucú, osito lavador, lobo de crin o aguará guazú, gato montés, mono caí, mono carayá o aullador, zorrino, zorro gris chico, ñandú o avestruz americano, vizcacha, liebre, conejo de los palos, perdiz (inambú), peludo y mulita, comadreja, corzuela parda o guazú virá, tapetí de Azara, el megaroedor llamado carpincho y diversas aves como garza, hornero, paloma yerutí, loro barranquero etc, en cuanto a los papagayos propiamente dichos han sido casi exterminados. Y, ya casi están extintos los ofidios peligrosos como la víbora de coral, la cascabel, y la yarará. Entre la gran variedad de peces se destacan el surubí, dorado, pacú, boga, tararira, palometa, raya, y una gran variedad aves. En cuanto a felinos mayores como el yaguar (llamado en la zona "yaguareté" o "tigre"), el puma (también llamado en la zona "león") y el ocelote...estos grandes felidos fueron abundantes hasta mediados del siglo XX (mediados de siglo XX) pero desde esa época han sido exterminados y su lugar más cercano de existencia se restringió a las, distantes a más de 200 km, lagunas del Iberá donde quedaron muy pocos ejemplares (en realidad el yaguar o jaguar fue también exterminado allí aunque se intenta reintroducirlo) y el ocelote ha sido exterminado sin ser reintroducido hasta el presente (septiembre del año 2014). Concretamente: como en casi todo el territorio de Argentina, debido a la presión antrópica o "humana", se han extinguido o están a punto de extinguirse las más llamativas especies de la fauna autóctona.

### Flora
Dada las características del clima y la variación del suelo, la vegetación es muy rica y variada, constituye un verdadero parque , donde se alterna la vegetación herbácea con la arbórea. 

En árboles: timbó blanco, curupí, laurel ingá, aromo, sauce criollo, jacarandá, alisos, timbó lapacho negro, guayacán, palmeras yatay, pindó y carandáy, ibirá pitá, ombú, sangre de drago, entre otros. 

En herbáceas: pasto de techar, duraznillo blanco, juncales, totorales, camalotes, canutillos, repollitos de agua, helechos acuáticos, cola de zorro, irupé. etc. 

Flores: pasionaria o mburucuyá, dama de la noche, zarza parrilla, campanilla de jazmín, sandalí, plumero del cañaveral, cardos etc.

### Pesca
La pesca en Goya es la anfitriona de miles de turistas que buscan al surubí. Anualmente, la Fiesta Nacional del Surubí atrae a miles de apasionados por esta disciplina, tanto nacionales como internacionales. Entre la variedad de riachos que hay en las cercanías de Goya, es posible pescar además dorados y pacúes. El visitante podrá disfrutar en los ríos de Goya, de la pesca con mosca, con señuelos o carnadas de todo tipo.

### Caza
Hay especies de pato, tales como el maicero, gargantilla, capuchino, picazo, cutirí, de collar, cabeza negra, zambullidor, fierro, overo, barcino, cuchara, colorado, crestón, criollo, suirirí colorado, suirirí a la blanca, suirirí pampa. Mientras que dentro de las palomas, se encontrará con picazuro, manchada, torcaza, torcacita, ala dorada En Goya, las especies de perdices disponibles en la práctica de la caza, son la tataupa común, colorada, inambú montaraz, inambú común, martineta común.
Las especies de gansos que obtendrá en Goya podrán ser el cauquen común, o el cauquen real. Por su parte, dentro de las especies de becacinas, podrá conseguir la becacina común.

## Culto

### Parroquias de la Iglesia católica en Goya
| Diócesis        | Goya                                                                                                   |
| --------------- | --- |
| Parroquias      | Catedral Nuestra Señora del Rosario, San Roque y San Jacinto, Nuestra Señora de Itatí, San José Obrero |
| Cuasiparroquia  | San Pantaleón                                                                                          |
| Capellanía      | Sagrada Familia (barrio 9 de Julio)                                                                    |
| Unidad pastoral | Itatí (zona rural de Álamo)                                                                            |

Goya es sede episcopal desde el 11 de abril de 1961 siendo sus obispos desde entonces Alberto Pascual Devoto, Luis Teodorico Stockler y Ricardo Oscar Faifer.

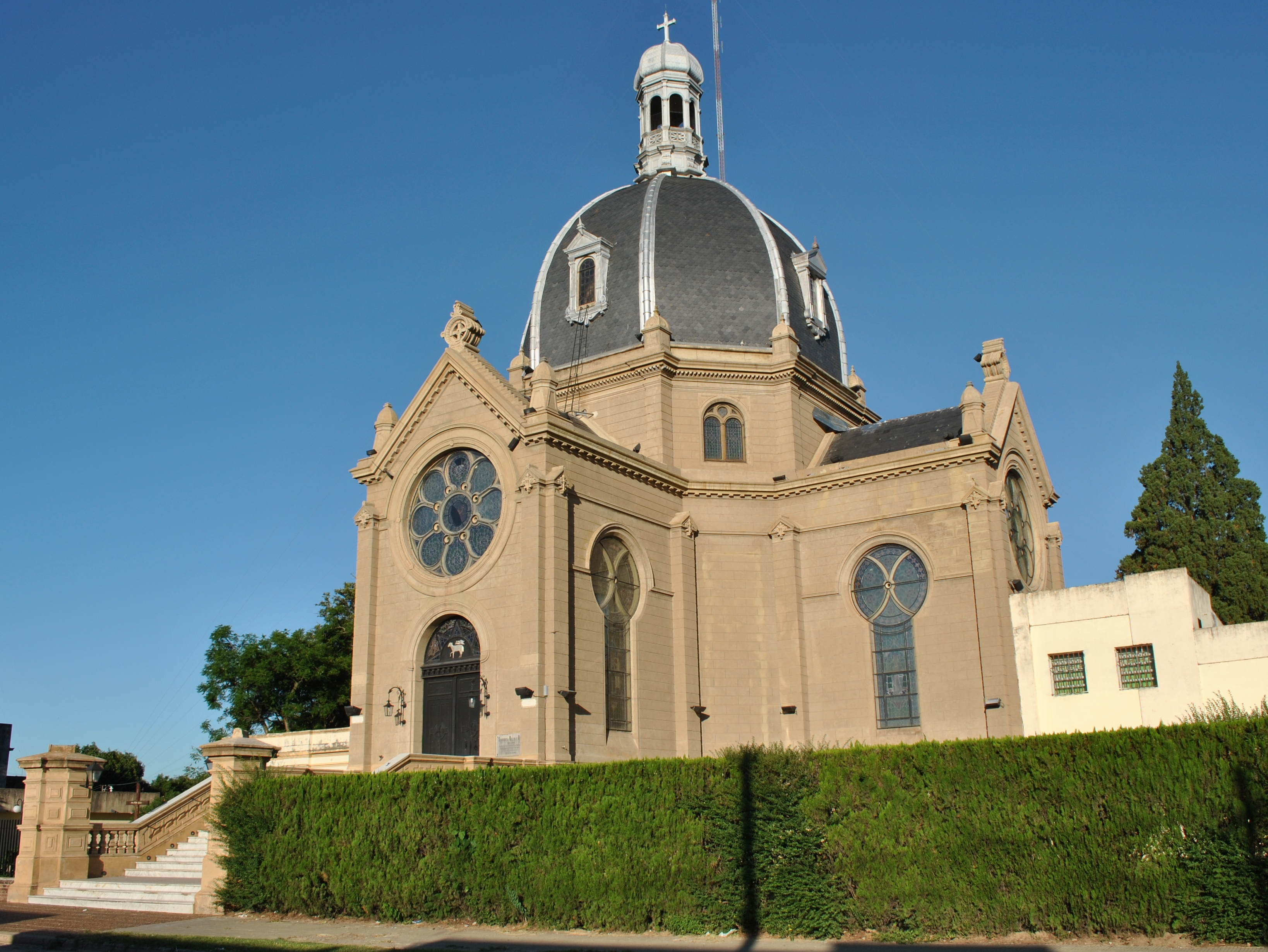
Parroquia San Roque y San Jacinto ("La Rotonda")

- Iglesia Catedral - Parroquia Nuestra Señora del Rosario: inaugurada el 15 de agosto de 1884 y puesta en valor en 2004, con luminarias en el atrio y en las torres. Sus capillas son San Ramón Nonato, San Antonio de Padua, Nuestra Señora de la Merced, San Cayetano, Jesús de la Buena Esperanza, Inmaculada Concepción y Nuestra Señora de Guadalupe.
- Parroquia San Roque y San Jacinto (conocida como iglesia de la Rotonda): construida por iniciativa de Sinforosa Rolón y Rubio a finales del siglo XIX e inaugurada en 1904. Por su estilo neo-renacentista único en la provincia de Corrientes forma parte del Patrimonio Histórico provincial. De ella dependen las capillas Nuestra Señora de la Medalla Milagrosa y Nuestra Señora del Carmen y 22 más en la zona rural.

- Parroquia Nuestra Señora de Itatí: erigida en 1984. De ella dependen las capillas Cristo Resucitado y Nuestra Señora de los Dolores, Comunidad San Expedito, Comunidad María Reina de las Familias y otras en la zona rural.
- Parroquia San José Obrero: de ella dependen las Comunidades de Santa Rita y la Gruta Nuestra Señora de Lourdes.
- Cuasi Parroquia San Pantaleón: erigida en 2010. De ella depende la Capilla San Francisco de Asís y otras de la zona rural.
- Vicaria Sagrada Familia.

## Cine
Goya cuenta con dos salas de cine, ubicadas en Casinos del Litoral. A partir del mes de julio de 2013 se incorporó el cine 3D.
Desde el año 2022 se celebra en la ciudad el Festival de Cine Goya, donde se proyectan en concurso y muestra producciones regionales, nacionales e internacionales. Otorgando galardones en las categorías largometrajes, cortometrajes y microcortos, siendo el premio una estatuilla de una golondrina, símbolo cultural de la ciudad.

## Futuros proyectos
Ante la actual destrucción del patrimonio arquitectónico goyano de gran valor, Proyecto Goya (PG) propone delimitar y proteger una zona central definida como centro histórico, ofreciendo así a la ciudad una nueva economía sustentable y fuente de ingresos basada en el turismo cultural, como motor complementario del turismo deportivo y de aventura que logró desarrollar. La búsqueda es armonizar el desarrollo urbanístico de Goya con la preservación de su patrimonio cultural y arquitectónico.
Al poner en valor su casco histórico, Goya puede atraer un turismo exigente gracias a una serie de festivales organizados en los palacios de la Sociedad Italiana y del Teatro Solari y nuevos Museos y Circuitos Turísticos que se propone desarrollar. Se aprovecharía además la estratégica posición de Goya en el eje Goya-Ibera-Misiones Jesuíticas-Iguazú, siendo este último destino el que recibe la mayor cantidad de turistas por año en la Argentina. La posible construcción de un nuevo puente entre la pujante Santa Fe y la zona de Goya/Lavalle, así como el reciente regreso de los vuelos a Goya, fortalecen este eje estratégico. Así mismo, la inclusión de Cataratas del Iguazú entre las candidatas a ser una de las “Maravillas del Mundo”, acentúa aún más la importancia de la Región Litoral.
Este proyecto se sustenta en la experiencia exitosa de ciudades que han hecho del Turismo Cultural una fuente de desarrollo, como San Antonio de Areco, en Argentina o Colonia, en Uruguay. Areco logró mejorar la calidad de sus hoteles y restaurantes y cafés y multiplicarlos por diez entre 2001 y 2011, y a pesar de no tener ningún paisaje natural que la ayude, hoy cuenta con 43 hoteles, 69 locales de talabartería, platería y artesanías, 41 restaurantes y decenas de comercios que viven del turismo.
El PG ha tomando ya varias formas: la Comisión Nacional de Monumentos (CNM) acaba de presentar el pasado 28 de julio un Proyecto de declaración haciendo del Casco de Goya un "Bien de Interés Histórico" y la Provincia de Corrientes ha firmado una Cooperación con Francia que incluye el envío a Goya de expertos de la ciudad de La Rochelle.